# Хадіджа
Хадіджа бінт Хувайлід бін Асад аль-Курайші (555—619 араб. خديجة بنت خويلد بن أسد القرشية) — мати правовірних та перша дружина Мухаммада бін Абдуллаха.

## Походження та дитинство
- Батько: Хувайлід бін Асад ібн Абдель Узза бін Кусай ібн Абд-Кялябі Марра ібн Кааб бін Лоай бін Галіб бін Фагр бін Малік бін аль-Кінана Надр бін Хузайма бін Мадрака бін Ільяс бін Мудар бін Нізар бін Ма'ад бін Аднан.

Хувайлід є дідом аз-Зубайра бін А'вама.
- Мати: Фатіма бінт Заіда бін аль-Асимбін Гадім бін Раваха бін Хаджар бін Абд бін Ма'ис бін Амір і Люай бін Галіба бін Фагр бін Малік бін ан-Надир бін Кінана бін Хузайма бін Мадрака Амір бін Ільяс бін Мудар бін Нізар бін Ма'ад бін Аднан.

Фатима є тіткою сподвижника Ібн Умм Мактума.
Хадіджа народилася за 68 років до хіджри (556 р. н. е.) в Мецці, росла та виховувалась у шляхетній, добропорядній сім'ї, за часів джагілії її називали «Тагіра» (араб. الطاهرة) що в прекладі — «Чиста». Її батько помер під час війни аль-Фіджар.
Повідомляється що вона була одружена двічі до того як вийти заміж за Мухаммада бін Абдуллаха, ними були: 'Атік бін 'Аіз від якого вона народила доньку — Гінд, та Абу Галя бін Зурара та-Тамімі від якого народилися донька Джарія та хлопчик Галя. (З приводу її дітей є й інші твердження)
Хадіджа бінт Хувайлід була жінкою, яка займалася торгівлею, користувалася пошаною і мала чималий достаток. Вона наймала чоловіків для ведення своїх справ. Коли до неї дійшли чутки про Посланника Аллаха, його правдивість в розмові, величезну чесність та шляхетність, вона послала за ним. Хадіджа запропонувала Мухаммаду поїхати з її товаром до Шаму. Він повинен узяти з собою її слугу на ім'я Майсара. Посланник Аллаха прийняв її пропозицію і поїхав з її товаром.

## Шлюб Хадіджи з Мухаммадом
Після повернення Мухаммада до Мекки Хадіджа побачила, що її гроші не тільки збереглися, але і принесли небачений раніше прибуток, а її слуга Майсара розповів їй про високі моральні якості, розсудливість, правдивість та чесність пророка, тоді вона зрозуміла, що знайшла те, що шукала. Вона розповіла про це своїй подрузі Нафісі бінт Мунії, яка пішла до пророка завела з ним розмову про одруження з Хадіджею. Він дав на це свою згоду і звернувся до братів свого батька, які відправилися до дядька Хадіджі та засватали її йому, і вже незабаром після цього відбулося весілля. На час шлюбу Хадіджі було 40 років, а Мухаммаду 25. Вона була першою жінкою, з якою одружився посланець Аллаха, і він не брав собі інших дружин, поки вона не померла.

## Діти
- Умм Мухаммад бінт Атік Аіз аль-Махзумій аль-Курайшійа.
- Гінд бін Абі Гал бін Зарара бін ан-Набаш.
- аль-Касим бін Мухммад бін Абдуллах.
- Абдуллах бін Мухммад бін Абдуллах.
- Зайнаб бінт Мухаммад бін Абдуллах.
- Рукайа бінт Мухаммад бін Абдуллах.
- Умм Кульсум бінт Мухаммад бін Абдуллах.
- Фатіма бінт Мухаммад бін Абдуллах.

## Хадіджа приймає іслам
На 15-му році їхнього спільного життя, Мухаммад, якому виповнилося 40 років, став проводити деякий час на одинці у печері "Хіра", споглядаючи і міркуючи про всесвіт.
У ніч аль-Кадр, коли Мухаммду було вручено откровення і він був обраний Богом щоб бути печаткою пророків та посланців, Мухаммад повернувся додому, його руки тремтіли коли він увійшов до своєї кімнати і сів біля ніг Хідіджи, вона запитала: "О Абу аль-Касим, де ти був?" він розповів їй про те, що бачив, і вона сказала:" Радій, о син мого дядька, і будь стійким, і клянуся Тим, у Чиєй долоні душа Хадіджі, я сподіваюся, що ти будеш пророком цього народу"!
Вона була першою хто повірив в нього, вона є першою хто прийняв іслам з-поміж усіх, вона перша Мати правовірних.

## Відношення Мухаммада до Хадіджи
Хадіджа займала особливе місце в серці Мухаммада, вона була розумною, величною, релігійною, порядною, одна з людей Раю. Навіть після її смерті, коли Мухаммад одружився знову з іншими жінками, жодна з них не змогла стерти ім'я "Хадіджа" з його серця.
Повідомляється, що Аіша, казала:
Ні до кого з дружин Пророка,я не ревнувала його настільки сильно як до Хадіджи, яку я ніколи в житті не бачила! Проте він часто згадував про неї, і нерідко бувало так, що він різав вівцю, розрубував її на частини, а потім посилав (м'ясо) подругам Хадіджі, і тоді я говорила: «Можна подумати, що не має у світі більше жінок, крім Хадіджі! », - а він відповів мені:« Воістину, була вона такою-то і такою-то1, і були в мене від неї діти ».

## Смерть Хадіджи
Хадіджа померла за три роки до Хіджри (переселення) Пророка у Медину, їй було 65 років. Її було поховано у Мецці.